# Kalitengah (Pancur)
Kalitengah is een bestuurslaag in het regentschap Rembang van de provincie Midden-Java, Indonesië. Kalitengah telt 2040 inwoners (volkstelling 2010).